# Chosrow Melikjan
Chosrow Melikjan (orm. Խոսրով Մելիքյան ; ur. 9 listopada 1986) – ormiański zapaśnik walczący w stylu klasycznym. Zajął 28. miejsce na mistrzostwach świata w 2007. Dziesiąty na mistrzostwach Europy w 2009. Czwarty w Pucharze Świata w 2009. Wicemistrz Europy juniorów w 2004, a trzeci w 2006. Drugi na ME kadetów w 2003 roku.